# Kirsten Sturm
Kirsten Sturm (geb. Thur; * 1978 in Villingen) ist eine deutsche Organistin, Pianistin und Kirchenmusikerin.

## Ausbildung
Kirsten Sturm begann ihre musikalische Ausbildung mit privatem Klavierunterricht und studierte später Klavier und Violine an der Akademie für Tonkunst Darmstadt. Parallel dazu erhielt sie Orgelunterricht bei Wolfgang Kleber. Anschließend studierte sie an der Hochschule für Musik und Darstellende Kunst in Frankfurt am Main Orgel bei Martin Lücker und Klavier bei Hiroko Maruko. Sie schloss ihr Studium 2002 mit dem Diplom in Instrumentalpädagogik Klavier und 2003 mit den Abschlüssen in Orgel (Künstlerisches Diplom und Instrumentalpädagogik) ab. Es folgte ein Aufbaustudium an der Hochschule für Musik Saar bei Wolfgang Rübsam, das sie mit der Konzertreifeprüfung und der Teilnahme an der Solistenklasse abschloss.
Sie nahm an internationalen Meisterkursen bei Musikern wie Michael Radulescu, Daniel Roth, Jean Guillou, Olivier Latry, Heinz Wunderlich und Almut Rößler teil, die ihren künstlerischen Werdegang prägten.

## Wettbewerbe und Auszeichnungen
1998 gewann sie den ersten Preis beim Podium-Musikwettbewerb in Langen. 1999 folgte der erste Preis beim Internationalen Hermann-Schroeder-Wettbewerb für Orgel, verbunden mit Konzerten und einer Rundfunkaufnahme für den Südwestrundfunk (SWR).

## Berufliche Tätigkeit
Kirsten Sturm ist als Organistin, Pianistin und Kammermusikerin tätig und konzertiert in Deutschland sowie im europäischen Ausland. Von 2006 bis 2010 war sie Organistin an der römisch-katholischen Kirche Sancta Famila Frankfurt am Main und leitete die dortige Konzertreihe, die sowohl Orgel- als auch Kammermusik umfasste.
Nach einem Lehrauftrag für Orgel am Bischöflichen Institut für Kirchenmusik des Bistums Mainz war sie von 2010 bis 2023 an der Hochschule für Kirchenmusik der Diözese Rottenburg-Stuttgart als Dozentin für Orgel, Klavier und Orgelmethodik tätig. Seit 2023 hat sie eine Gastprofessur für Orgel an der Hochschule für Musik und Darstellende Kunst in Frankfurt am Main inne.
2019 wurde sie zur Stiftsorganistin der  Stiftskirche Heilig Kreuz und der Liebfrauenkirche Horb am Neckar berufen. In dieser Funktion war sie für die Stiftskirchenorgel verantwortlich und leitete die „Horber Orgeltage“. Seit 2023 ist Kirsten Sturm als Kirchenmusikerin an der Lutherkirche in München tätig.

## Diskographie
Kirsten Sturm steht beim Label NAXOS unter Vertrag, bei dem sie unter anderem Werke von Max Reger („Orgelsuiten“) und Paul Hindemith (gesamtes Orgelwerk) eingespielt hat. 2022 erschien bei Ambiente Audio die Aufnahme Colours of Bach.